# August Kitzberg

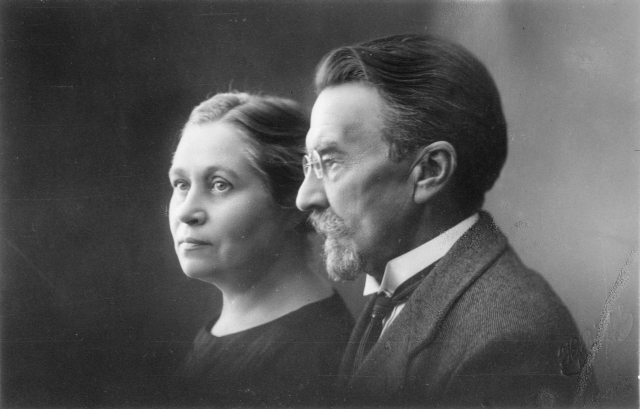
August Kitzberg mit seiner Frau Johanna Wilhemine Kitzberg

August Kitzberg (* 17. Dezemberjul. / 29. Dezember 1855greg. auf dem Bauernhof Puldre, damals Dorf Põlde, Gemeinde Laatre, Kirchspiel Halliste im Kreis Pärnu; † 10. Oktober 1927 in Tartu) war ein estnischer Schriftsteller.

## Leben
August Kitzberg wurde in ärmliche Verhältnisse geboren. Er lebte von 1857 bis 1881 im Dorf Penuja (heute Landgemeinde Abja, Kreis Viljandi), in dem sein Bruder Jaak Kits Schullehrer war. Später zogen beide auf den Hof Maie im Dorf Pöögle (Landgemeinde Karksi), wo sich heute das Kitzberg-Museum befindet.
August Kitzberg arbeitete ab 1872 als Dorf- und Gerichtsschreiber im Kreis Viljandi, ab 1894 als Angestellter in einer Fabrik in Lettland und ließ sich 1901 in Tartu nieder. Er war dort Geschäftsführer der Zeitung Postimees und Dramaturg am Theater Vanemuine.
August Kitzberg engagierte sich ab 1912 für die Noor-Eesti-Bewegung, dessen Schatzmeister er nach der offiziellen Registrierung wurde. Kitzberg wurde erstes Ehrenmitglied des 1922 gegründeten Estnischen Schriftstellerverbands. Ein Bronze-Denkmal in Karksi-Nuia von Jaak Soans erinnert an ihn.

## Werk
August Kitzberg hielt sich in den 1870er Jahren mit Übersetzungsarbeiten über Wasser. Er begann seine literarische Karriere als Verfasser von Komödien und humoristischen Dorferzählungen. Lustige Charaktere seiner ländlichen Region Mulgimaa finden sich in seinen Werken verewigt.
Zunächst waren seine Theaterstücke für Amateurtheater auf örtlichen Dorfbühnen gedacht. Als sich in Estland immer mehr eine professionelle Theaterkultur herausbildete, wurde auch Kitzberg ein anspruchsvoller Stückeschreiber. Eng arbeitete er mit dem Intendanten Karl Menning zusammen, der 1905 im Theater Vanemuine ein professionelles Theaterensemble gegründet hatte.
August Kitzberg gilt als einer der Begründer der estnischen Dramatik. Besonders die Tragödie Libahunt (1912) erregte großes Aufsehen. Sein zweiter großer Erfolg war das Drama Kauka jumal 1915.
Kitzberg thematisiert in seiner Literatur unter anderem die materielle Ungleichheit, den Hochmut der Mächtigen und die kleinen und großen Schwächen der Menschen. In seinen Werken findet das ländliche Leben im Estland der damaligen Zeit die wohl treffendsten Beschreibungen.
Daneben schrieb Kitzberg einige Erzählungen, Theaterstücke für Kinder, Erinnerungen und feuilletonistische Essays, letztere teilweise unter dem Pseudonym Tiibuse Jaak.

## Privatleben
August Kitzberg war zweimal verheiratet. Aus seiner zweiten Ehe ging ein Sohn hervor.

## Werke (Auswahl)

### Dramen
- Punga–Mart ja Uba-Kaarel (1894)
- Sauna Antsu "oma" hobune (1894)
- Püve Peetri "riukad" (1897)
- Veli Henn (1901)
- Räime Reeda 10 kopikat (1903)
- Rätsep Õhk ja tema õnneloos (1903)
- Hennu Veli (1904)
- Tuulte pöörises (1906)
- Libahunt (1911/12, Verfilmung 1968)[4]
- Kaval-Ants ja Vanapagan (1912)
- Kauka jumal (1915)
- Kosjasõit (1915)
- Enne kukke ja koitu (1919)
- Laurits (1919)
- Onu Zipul (1922)
- Neetud talu (1923)

### Erzählungen
- Maimu (1889)
- Külajutud (fünf Bände, 1915–1921)

### Memoiren
- Vana "tuuletallaja" noorpõlve mälestused (zwei Bände, 1924/25)

### Feuilletonistik
- Tiibuse Jaak Tiibuse kirjavahetus (zwei Bände, 1920/1923)